# Bundestagswahlkreis Neckar-Zaber
Der Wahlkreis Neckar-Zaber (2005: Wahlkreis 267, seit 2009: Wahlkreis 266) ist seit 1980 ein Bundestagswahlkreis in Baden-Württemberg.

## Wahlkreis
Der Wahlkreis umfasst zur Bundestagswahl 2021 insgesamt 39 Städte und Gemeinden, darunter die Städte und Gemeinden Abstatt, Beilstein, Brackenheim, Cleebronn, Flein, Güglingen, Ilsfeld, Lauffen am Neckar, Leingarten, Neckarwestheim, Nordheim, Pfaffenhofen, Talheim, Untergruppenbach und Zaberfeld aus dem Landkreis Heilbronn sowie die Städte und Gemeinden Affalterbach, Benningen am Neckar, Besigheim, Bietigheim-Bissingen, Bönnigheim, Erdmannhausen, Erligheim, Freiberg am Neckar, Freudental, Gemmrigheim, Großbottwar, Hessigheim, Ingersheim, Kirchheim am Neckar, Löchgau, Marbach am Neckar, Mundelsheim, Murr, Oberstenfeld, Pleidelsheim, Sachsenheim, Steinheim an der Murr, Tamm und Walheim aus dem Landkreis Ludwigsburg.
Bei der Bundestagswahl 2025 waren 228.597 Einwohner wahlberechtigt.

## Wahlkreisgeschichte
Der Wahlkreis Neckar-Zaber wurde zur Bundestagswahl 1980 neu eingerichtet. Die Gemeinden des Wahlkreises gehörten vorher zu den Wahlkreisen Ludwigsburg und Heilbronn.
| Wahl      | Wahlkreisname    | Gebiet |
| --------- | ---------------- | --- |
| 1980–1994 | 170 Neckar-Zaber | vom Landkreis Ludwigsburg die Gemeinden Affalterbach, Benningen am Neckar, Besigheim, Bietigheim-Bissingen, Bönnigheim, Erdmannhausen, Erligheim, Freiberg am Neckar, Freudental, Gemmrigheim, Großbottwar, Hessigheim, Ingersheim, Kirchheim am Neckar, Löchgau, Marbach am Neckar, Mundelsheim, Murr, Oberstenfeld, Pleidelsheim, Sachsenheim, Steinheim an der Murr, Tamm und Walheim, vom Landkreis Heilbronn die Gemeinden Abstatt, Beilstein, Brackenheim, Cleebronn, Güglingen, Ilsfeld, Lauffen am Neckar, Neckarwestheim, Nordheim, Pfaffenhofen, Untergruppenbach und Zaberfeld                             |
| 1998      | 170 Neckar-Zaber | vom Landkreis Ludwigsburg die Gemeinden Affalterbach, Benningen am Neckar, Besigheim, Bietigheim-Bissingen, Bönnigheim, Erdmannhausen, Erligheim, Freiberg am Neckar, Freudental, Gemmrigheim, Großbottwar, Hessigheim, Ingersheim, Kirchheim am Neckar, Löchgau, Marbach am Neckar, Mundelsheim, Murr, Oberstenfeld, Pleidelsheim, Sachsenheim, Steinheim an der Murr, Tamm und Walheim, vom Landkreis Heilbronn die Gemeinden Abstatt, Beilstein, Brackenheim, Cleebronn, Güglingen, Ilsfeld, Lauffen am Neckar, Neckarwestheim, Nordheim, Pfaffenhofen, Untergruppenbach, Zaberfeld, Flein und Talheim             |
| 2002      | 267 Neckar-Zaber | vom Landkreis Ludwigsburg die Gemeinden Affalterbach, Benningen am Neckar, Besigheim, Bietigheim-Bissingen, Bönnigheim, Erdmannhausen, Erligheim, Freiberg am Neckar, Freudental, Gemmrigheim, Großbottwar, Hessigheim, Ingersheim, Kirchheim am Neckar, Löchgau, Marbach am Neckar, Mundelsheim, Murr, Oberstenfeld, Pleidelsheim, Sachsenheim, Steinheim an der Murr, Tamm und Walheim, vom Landkreis Heilbronn die Gemeinden Abstatt, Beilstein, Brackenheim, Cleebronn, Güglingen, Ilsfeld, Lauffen am Neckar, Neckarwestheim, Nordheim, Pfaffenhofen, Untergruppenbach, Zaberfeld, Flein und Talheim             |
| 2005      | 267 Neckar-Zaber | vom Landkreis Ludwigsburg die Gemeinden Affalterbach, Benningen am Neckar, Besigheim, Bietigheim-Bissingen, Bönnigheim, Erdmannhausen, Erligheim, Freiberg am Neckar, Freudental, Gemmrigheim, Großbottwar, Hessigheim, Ingersheim, Kirchheim am Neckar, Löchgau, Marbach am Neckar, Mundelsheim, Murr, Oberstenfeld, Pleidelsheim, Sachsenheim, Steinheim an der Murr, Tamm und Walheim, vom Landkreis Heilbronn die Gemeinden Abstatt, Beilstein, Brackenheim, Cleebronn, Güglingen, Ilsfeld, Lauffen am Neckar, Neckarwestheim, Nordheim, Pfaffenhofen, Untergruppenbach, Zaberfeld, Flein, Talheim und Leingarten |
| seit 2009 | 266 Neckar-Zaber | vom Landkreis Ludwigsburg die Gemeinden Affalterbach, Benningen am Neckar, Besigheim, Bietigheim-Bissingen, Bönnigheim, Erdmannhausen, Erligheim, Freiberg am Neckar, Freudental, Gemmrigheim, Großbottwar, Hessigheim, Ingersheim, Kirchheim am Neckar, Löchgau, Marbach am Neckar, Mundelsheim, Murr, Oberstenfeld, Pleidelsheim, Sachsenheim, Steinheim an der Murr, Tamm und Walheim, vom Landkreis Heilbronn die Gemeinden Abstatt, Beilstein, Brackenheim, Cleebronn, Güglingen, Ilsfeld, Lauffen am Neckar, Neckarwestheim, Nordheim, Pfaffenhofen, Untergruppenbach, Zaberfeld, Flein, Talheim und Leingarten |

## Wahlkreisabgeordnete
| Wahl | Abgeordneter | Abgeordneter     | Partei | Stimmen in % |
| ---- | ------------ | ---------------- | ------ | ------------ |
| 1980 |              | Renate Hellwig   | CDU    |              |
| 1983 |              | Renate Hellwig   | CDU    |              |
| 1987 |              | Renate Hellwig   | CDU    |              |
| 1990 |              | Renate Hellwig   | CDU    |              |
| 1994 |              | Renate Hellwig   | CDU    |              |
| 1998 |              | Hans Martin Bury | SPD    |              |
| 2002 |              | Eberhard Gienger | CDU    |              |
| 2005 | 46,4         | Eberhard Gienger | CDU    |              |
| 2009 | 42,0         | Eberhard Gienger | CDU    |              |
| 2013 | 53,2         | Eberhard Gienger | CDU    |              |
| 2017 | 40,0         | Eberhard Gienger | CDU    |              |
| 2021 |              | Fabian Gramling  | CDU    | 30,4         |
| 2025 | 39,3         | Fabian Gramling  | CDU    |              |

## Wahlergebnisse

### Bundestagswahl 2025
Für die Bundestagswahl 2025 nominierte die CDU den Inhaber des Direktmandats Fabian Gramling erneut. Für Bündnis 90/Die Grünen trat Lars Schweizer nach 2021 erneut an, für die Freien Wähler erneut Harald Kubitzki (nach 2017) und für dieBasis Sven Kerzel (nach 2021). Erstmals nominiert wurden Mario Sickinger (SPD), Andrey Belkin (FDP), Dieter Glatting (AfD), Julia Schlembach (Die Linke), Viola Hoffmann (Volt) und Sascha Fröhlich (ÖDP).
Fabian Gramling konnte sein Direktmandat mit einem Erststimmen-Ergebnis 39,3 % verteidigen. Anderen Bewerbern gelang der Einzug in den Bundestag über die Landeslisten nicht.
| Kandidaten                                            | Kandidaten                   | Parteien/Listen     | Erststimmen | Erststimmen | Zweitstimmen | Zweitstimmen |
| Kandidaten                                            | Kandidaten                   | Parteien/Listen     | Stimmen     | %           | Stimmen      | %            |
| ----------------------------------------------------- | ---------------------------- | ------------------- | ----------- | ----------- | ------------ | ------------ |
|                                                       | Fabian Gramlinggewählt im WK | CDU                 | 76.390      | 39,3        | 64.629       | 33,1         |
|                                                       | Mario Sickinger              | SPD                 | 29.182      | 15,0        | 28.171       | 14,4         |
|                                                       | Lars Schweizer               | GRÜNE               | 22.573      | 11,6        | 23.637       | 12,1         |
|                                                       | Andrey Belkin                | FDP                 | 7.695       | 4,0         | 12.296       | 6,3          |
|                                                       | Dieter Glatting              | AfD                 | 37.965      | 19,5        | 39.633       | 20,3         |
|                                                       | Julia Schlembach             | LINKE               | 9.924       | 5,1         | 10.386       | 5,3          |
|                                                       | Sven Kerzel                  | dieBasis            | 2.043       | 1,0         | 1.003        | 0,5          |
|                                                       | Harald Kubitzki              | FREIE WÄHLER        | 5.081       | 2,6         | 2.854        | 1,5          |
|                                                       | –                            | Tierschutzpartei    | –           | –           | 1.636        | 0,8          |
|                                                       | –                            | Die PARTEI          | –           | –           | 806          | 0,4          |
|                                                       | Viola Hoffmann               | Volt                | 2.775       | 1,4         | 1.471        | 0,8          |
|                                                       | Sascha Fröhlich              | ÖDP                 | 992         | 0,5         | 459          | 0,2          |
|                                                       | –                            | Bündnis C           | –           | –           | 329          | 0,2          |
|                                                       | –                            | MLPD                | –           | –           | 82           | 0,0          |
|                                                       | –                            | BÜNDNIS DEUTSCHLAND | –           | –           | 193          | 0,1          |
|                                                       | –                            | BSW                 | –           | –           | 7.428        | 3,8          |
| Gesamt                                                | Gesamt                       | Gesamt              | 194.620     | 100         | 195.013      | 100          |
|                                                       |                              |                     |             |             |              |              |
| Ungültige Stimmen                                     | Ungültige Stimmen            | Ungültige Stimmen   | 1.272       | 0,6         | 879          | 0,4          |
| Wähler                                                | Wähler                       | Wähler              | 195.892     | 85,7        | 195.892      | 85,7         |
| Wahlberechtigte                                       | Wahlberechtigte              | Wahlberechtigte     | 228.597     |             | 228.597      |              |
|                                                       |                              |                     |             |             |              |              |
| Quellen: Die Bundeswahlleiterin, Kandidaten – Stimmen |                              |                     |             |             |              |              |

### Bundestagswahl 2021
Bei der Bundestagswahl am 26. September 2021 traten folgende Kandidaten im Wahlkreis an:
Fabian Gramling erlangte das Direktmandat für die CDU und folgt Eberhard Gienger (ebenfalls CDU), der auf eine erneute Nominierung verzichtete. Marc Jongen (AfD) erlangte erneut über die Landesliste ein Mandat, welches er 2024 nach einer erfolgreichen Kandidatur für das Europäische Parlament abgab.
| Direktkandidat            | Partei         | Erststimmen in % | Zweitstimmen in % | Bundestagswahl 2017 Zweitstimmen in % |
| ------------------------- | -------------- | ---------------- | ----------------- | ------------------------------------- |
| Fabian Gramling           | CDU            | 30,4             | 25,0              | 32,9                                  |
| Thomas Utz                | SPD            | 22,5             | 22,3              | 16,5                                  |
| Lars Maximilian Schweizer | GRÜNE          | 15,7             | 15,7              | 13,1                                  |
| Marcel Distl              | FDP            | 12,3             | 16,6              | 14,7                                  |
| Marc Jongen               | AfD            | 10,0             | 10,1              | 13,1                                  |
| Emma Weber                | DIE LINKE      | 02,4             | 02,6              | 05,3                                  |
| Alexander Wezel           | Die PARTEI     | 01,4             | 00,9              | 00,6                                  |
| Jan Rittaler              | FREIE WÄHLER   | 02,3             | 01,8              | 01,0                                  |
| Gerd Bogisch              | ÖDP            | 00,6             | 00,3              | 00,3                                  |
| Wolfgang Schaible         | DiB            | 00,3             | 00,1              | 00,1                                  |
| Sven Kerzel               | dieBasis       | 02,0             | 01,7              | 0-                                    |
| Werner Hartmann           | Einzelbewerber | 00,2             | 0-                | 0-                                    |

### Bundestagswahl 2017
Bei der Bundestagswahl am 24. September 2017 traten folgende Kandidaten im Wahlkreis an:
| Direktkandidat      | Partei       | Erststimmen in % | Zweitstimmen in % | Bundestagswahl 2013 Zweitstimmen in % |
| ------------------- | ------------ | ---------------- | ----------------- | ------------------------------------- |
| Eberhard Gienger    | CDU          | 40,0             | 32,9              | 45,3                                  |
| Thomas Utz          | SPD          | 19,7             | 16,5              | 21,0                                  |
| Catherine Kern      | GRÜNE        | 12,5             | 13,1              | 10,6                                  |
| Marcel Distl        | FDP          | 08,8             | 14,7              | 06,7                                  |
| Marc Stephan Jongen | AfD          | 12,6             | 13,1              | 05,5                                  |
| Walter Kubach       | DIE LINKE    | 04,6             | 05,3              | 04,1                                  |
| Harald Kubitzki     | FREIE WÄHLER | 01,7             | 01,0              | 00,6                                  |
| Siegmar Herrlinger  | MLPD         | 00,2             | 00,1              | 00,0                                  |

### Bundestagswahl 2013
Bei der Bundestagswahl am 22. September 2013 standen folgende Parteien und Kandidaten zur Wahl:
| Direktkandidat   | Partei              | Erststimmen in % | Zweitstimmen in % | Bundestagswahl 2009 Zweitstimmen in % |
| ---------------- | ------------------- | ---------------- | ----------------- | ------------------------------------- |
| Eberhard Gienger | CDU                 | 53,2             | 45,3              | 33,0                                  |
| Thorsten Majer   | SPD                 | 26,4             | 21,0              | 20,0                                  |
| Christian Meyer  | FDP                 | 3,1              | 6,7               | 20,6                                  |
| Andreas Roll     | GRÜNE               | 9,5              | 10,6              | 13,5                                  |
| Walter Kubach    | DIE LINKE           | 4,4              | 4,1               | 6,4                                   |
| —                | PIRATEN             | —                | 2,2               | 1,8                                   |
| Daniel Reiß      | NPD                 | 2,0              | 1,1               | 1,2                                   |
| —                | REP                 | —                | 0,4               | 1,2                                   |
| —                | Tierschutzpartei    | —                | 0,8               | 0,7                                   |
| Walter Frölich   | ÖDP                 | 1,5              | 0,4               | 0,5                                   |
| —                | PBC                 | —                | 0,3               | 0,5                                   |
| —                | Volksabstimmung     | —                | 0,2               | 0,2                                   |
| —                | MLPD                | —                | 0,0               | 0,0                                   |
| —                | BüSo                | —                | 0,0               | 0,1                                   |
| —                | AfD                 | —                | 5,5               | -                                     |
| —                | BIG                 | —                | 0,1               | -                                     |
| —                | pro Deutschland     | —                | 0,1               | -                                     |
| —                | FREIE WÄHLER        | —                | 0,6               | -                                     |
| —                | PARTEI DER VERNUNFT | —                | 0,1               | -                                     |
| —                | RENTNER             | —                | 0,4               | -                                     |

### Bundestagswahl 2009
Die Bundestagswahl 2009 hatte folgendes Ergebnis:
| Direktkandidat       | Partei                               | Erststimmen in % | Zweitstimmen in % | Bundestagswahl 2005 Zweitstimmen in % |
| -------------------- | ------------------------------------ | ---------------- | ----------------- | ------------------------------------- |
| Eberhard Gienger     | CDU                                  | 42,0             | 33,0              | 38,0                                  |
| Thorsten Majer       | SPD                                  | 23,5             | 20,0              | 31,9                                  |
| Harald Leibrecht     | FDP                                  | 14,7             | 20,6              | 12,9                                  |
| Andreas Roll         | GRÜNE                                | 11,1             | 13,5              | 9,4                                   |
| Walter Kubach        | DIE LINKE                            | 5,5              | 6,4               | 3,3                                   |
| Martin Krämer        | NPD                                  | 1,7              | 1,2               | 1,2                                   |
| —                    | REP                                  | —                | 1,2               | 1,3                                   |
| —                    | PBC                                  | —                | 0,5               | 0,6                                   |
| —                    | MLPD                                 | —                | 0,0               | 0,1                                   |
| —                    | BüSo                                 | —                | 0,1               | 0,1                                   |
| —                    | Volksabstimmung                      | —                | 0,2               | —                                     |
| —                    | ADM                                  | —                | 0,0               | —                                     |
| —                    | DVU                                  | —                | 0,1               | —                                     |
| —                    | DIE VIOLETTEN                        | —                | 0,2               | —                                     |
| —                    | Die Tierschutzpartei                 | —                | 0,7               | —                                     |
| Armin Demele         | ödp                                  | 0,7              | 0,5               | —                                     |
| —                    | PIRATEN                              | —                | 1,8               | —                                     |
| Roland Mackert       | Einzelbewerber (BFD)                 | 0,7              | —                 | —                                     |
| Manfred Egon Winkler | Einzelbewerber (Willi-Weise-Projekt) | 0,2              | —                 | —                                     |

### Bundestagswahl 2005
Die Bundestagswahl 2005 hatte folgendes Ergebnis:
| Direktkandidat       | Partei     | Erststimmen in % | Zweitstimmen in % | Bundestagswahl 2002 Zweitstimmen in % |
| -------------------- | ---------- | ---------------- | ----------------- | ------------------------------------- |
| Eberhard Gienger     | CDU        | 46,4             | 38,0              | 40,9                                  |
| Thorsten Majer       | SPD        | 34,2             | 31,9              | 34,7                                  |
| Sebastian Engelmann  | GRÜNE      | 6,6              | 9,4               | 11,1                                  |
| Harald Leibrecht     | FDP        | 7,1              | 12,9              | 8,6                                   |
| —                    | REP        | —                | 1,3               | 1,6                                   |
| Johannes Müllerschön | Die Linke. | 2,7              | 3,3               | 0,8                                   |
| —                    | PBC        | —                | 0,6               | 0,6                                   |
| Siegfried Gärttner   | NPD        | 1,9              | 1,2               | 0,2                                   |
| Jutta Borcherding    | GRAUE      | 1,1              | 0,7               | 0,3                                   |
| —                    | BüSo       | —                | 0,1               | 0,1                                   |
| —                    | FAMILIE    | —                | 0,6               | —                                     |
| —                    | MLPD       | —                | 0,1               | —                                     |